# Регалії монархів Ірану

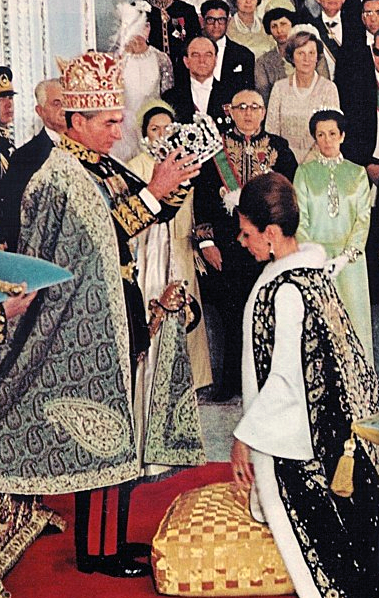
Мохаммед Реза Пахлаві покладає корону на дружину, шахбану Фарах Пахлаві, 1967

Регалії монархів Ірану (перс. جواهرات ملی ایران — Jawāhrāt-e millī-ye Irān) — коштовності та коронаційні інсігнії шахів Ірану, багато з яких були створені в період правління династії Сефевідів (XVI століття). Включають численні корони, діадеми, егрети, тіари, мечі, щити, та іншу зброю, прикрашену дорогоцінним камінням, столові сервізи, окремі великі дорогоцінні камені та деякі незвичайні предмети (наприклад, дорогоцінний глобус). Колекція регалій перських шахів знаходиться на зберіганні в Національній скарбниці у будівлі Центрального банку Ірану в Тегерані.

## Регалії часівСефевідівтаАфшаридів
Більшість предметів, що перебувають у колекції, належать до періоду правління династії Сефевідів (1502-1736) та Афшаридів (1736-1750). В 1738 засновник династії Афшаридов Надір-шах розпочав військову кампанію проти афганських князівств і дійшов зі своїми військами до північної Індії. У ході цієї кампанії Надір-шаху супроводжував успіх, а його війська захопили безліч цінних трофеїв - діаманти, смарагди, рубіни, сапфіри та інші дорогоцінні камені. Чотири з найвідоміших трофеїв цього походу — алмази Кохінур та Деріанур (обидва — з Індії, досі є найбільшими у світі), Павиний трон та Лал-і Самарі.

## Сучасність
На Заході іранські шахські регалії стали відомі багато в чому завдяки їх використанню шахіншахом Мохаммедом Резою Пехлеві та його дружиною (шахбану) Фарах Пехлеві під час офіційних церемоній.
У 1937, під час правління Реза-шаха Пехлеві, власність шахської скарбниці передано державі. Коштовності були поміщені до сховищ Національного банку Ірану і виступали як частина золотовалютного резерву для забезпечення національної грошової системи. Економічне значення шахських регалій, можливо, сприяло їхньому збереженню режимом Ісламської Республіки Іран.
За рішенням шаха Мохаммеда Рези Пехлеві, найвизначніші з монархічних регалій були виставлені на загальний огляд у Національній скарбниці, розташованій у Центральному банку Ірану.
Після перемоги в 1979 ісламської революції, що повалила династію Пехлеві, висловлювалися побоювання, що регалії можуть бути викрадені або продані. Низка дрібних коштовностей дійсно була вкрадена і контрабандним шляхом переправлена через кордони Ірану, але основна частина залишилася недоторканою. Це підтвердилося, коли керівництво Ірану у 1990-х знову відкрило для відвідувачів постійну експозицію шахських коштовностей.
Експозиція розміщена в Національній скарбниці (неофіційна назва - Музей ювелірних виробів), розташованій у будівлі Центрального банку Ірану на проспекті Фірдоусі в Тегерані. Музей відкритий для відвідувань від 14 до 16:30, за винятком середи, четверга та п'ятниці. У музеї є путівники та буклети англійською, перською, французькою, російською, німецькою, японською та арабською мовами.

## Галерея

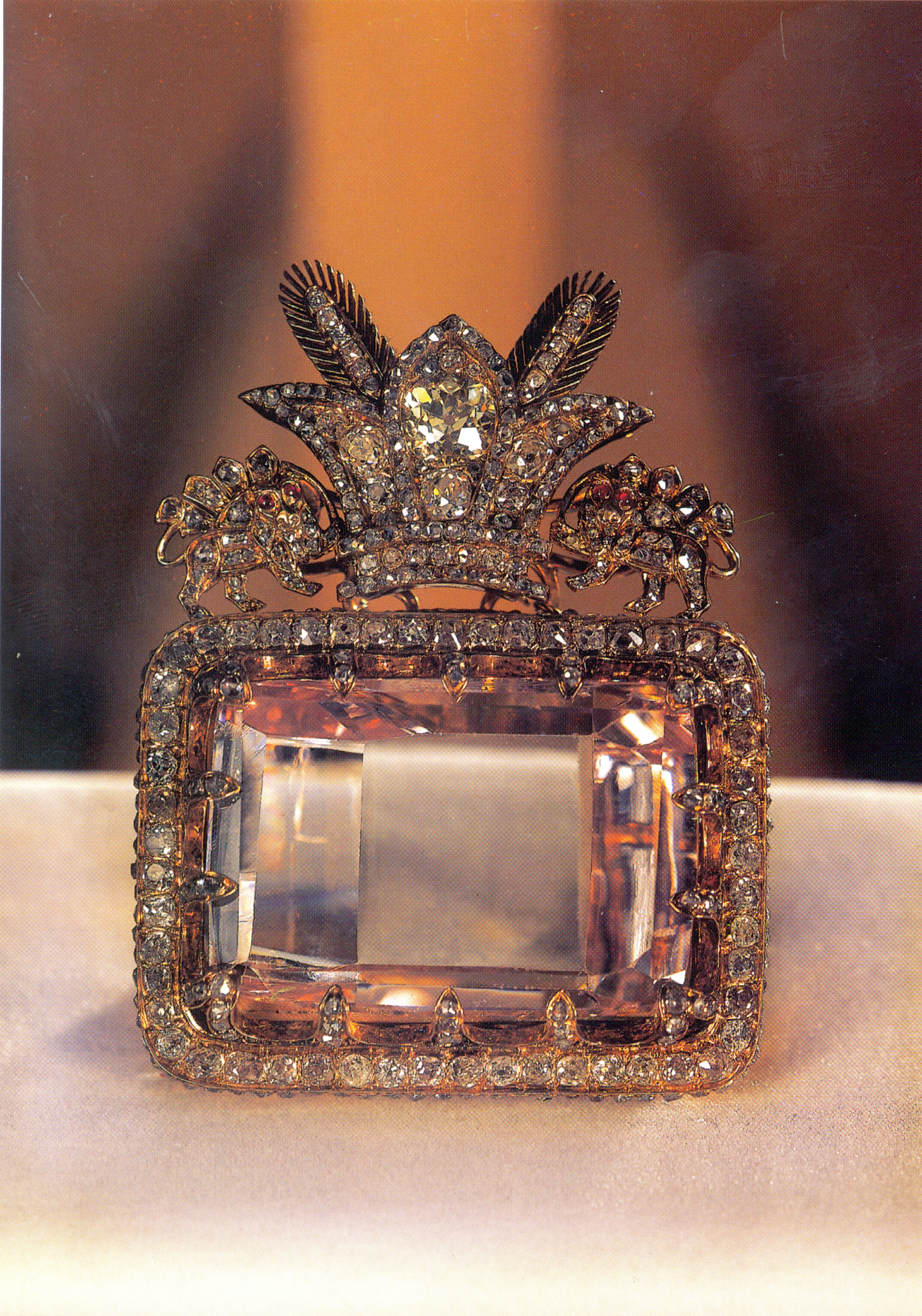
Діамант Деріанур
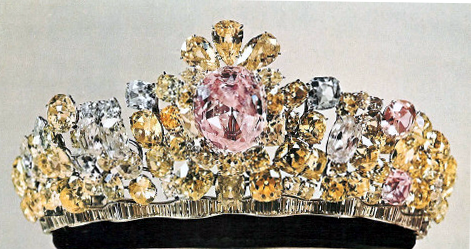
Тіара Нур-ул-Айн
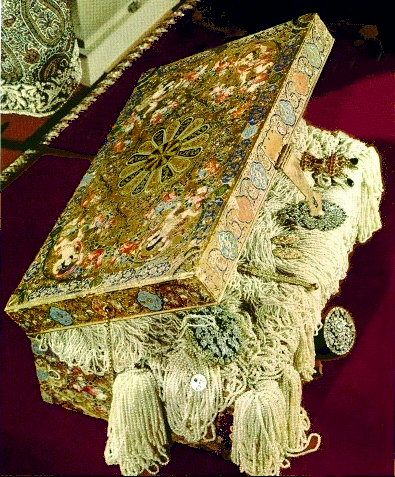
Дорогоцінна скринька
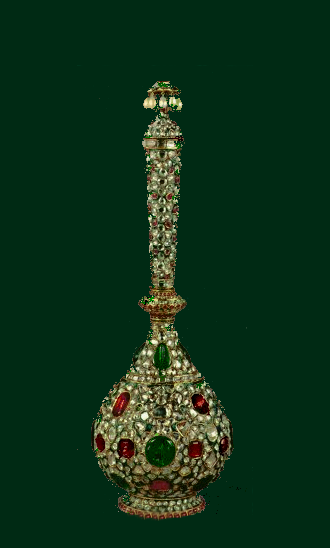
Золотий флакон
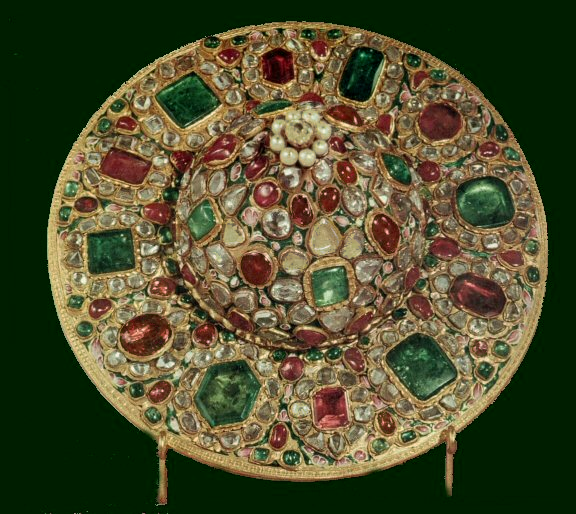
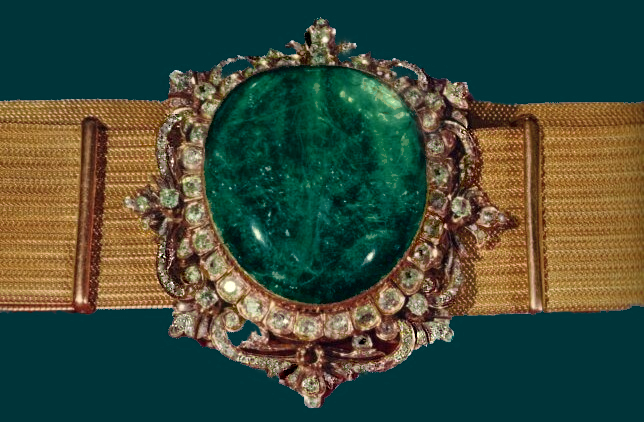
Золотий пояс шаха
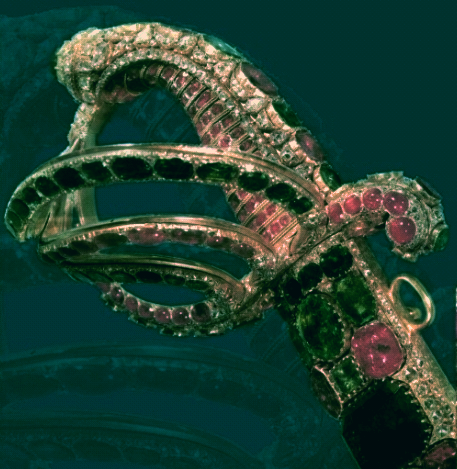
Шахський меч
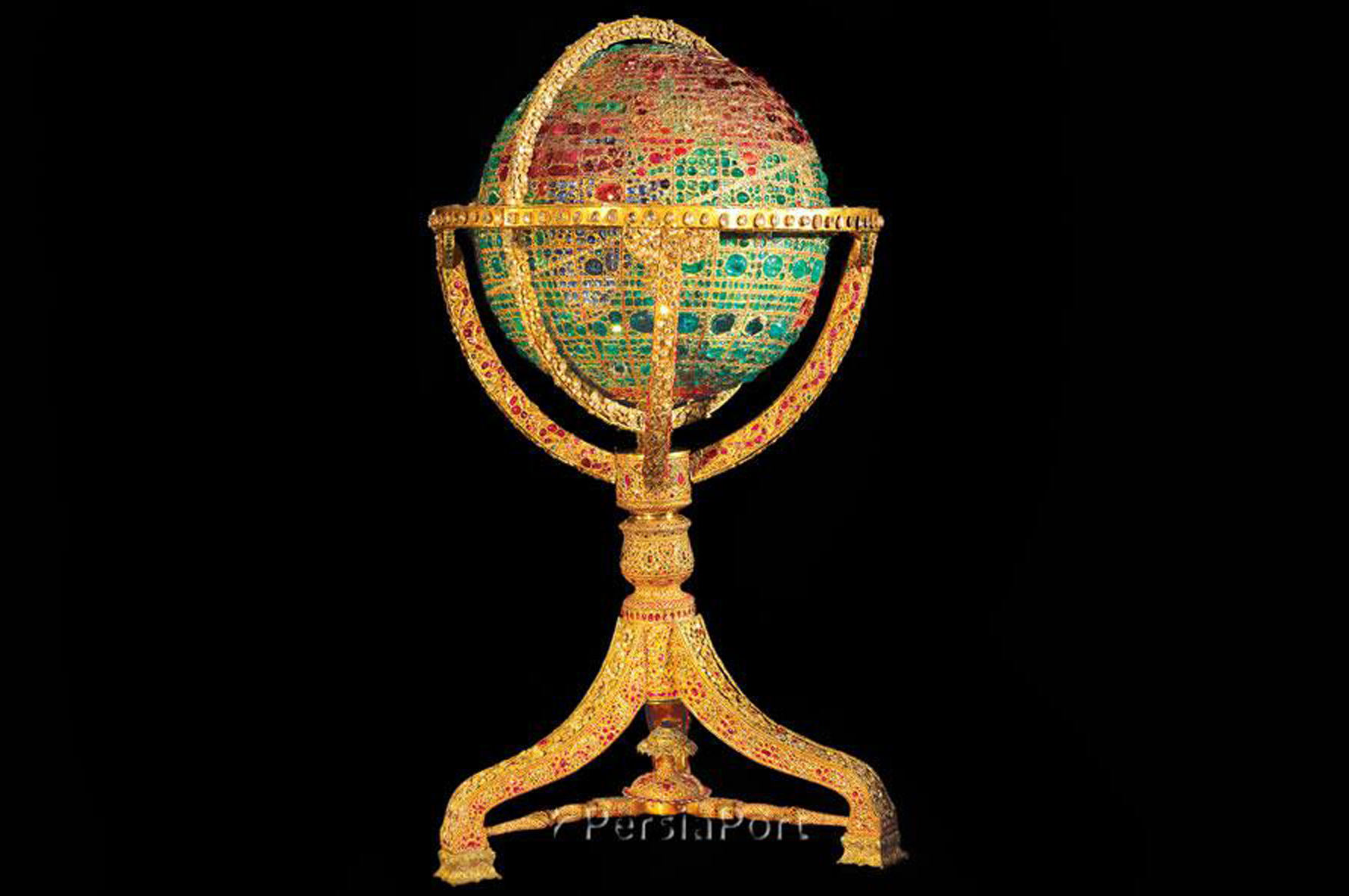
Дорогоцінний глобус
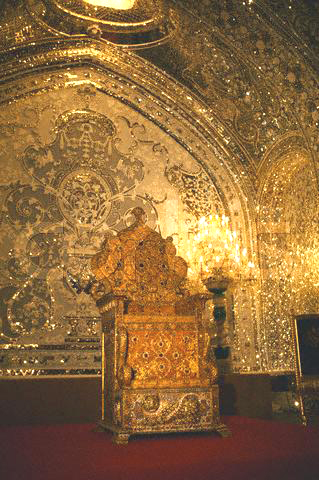
Трон Надір-шаха
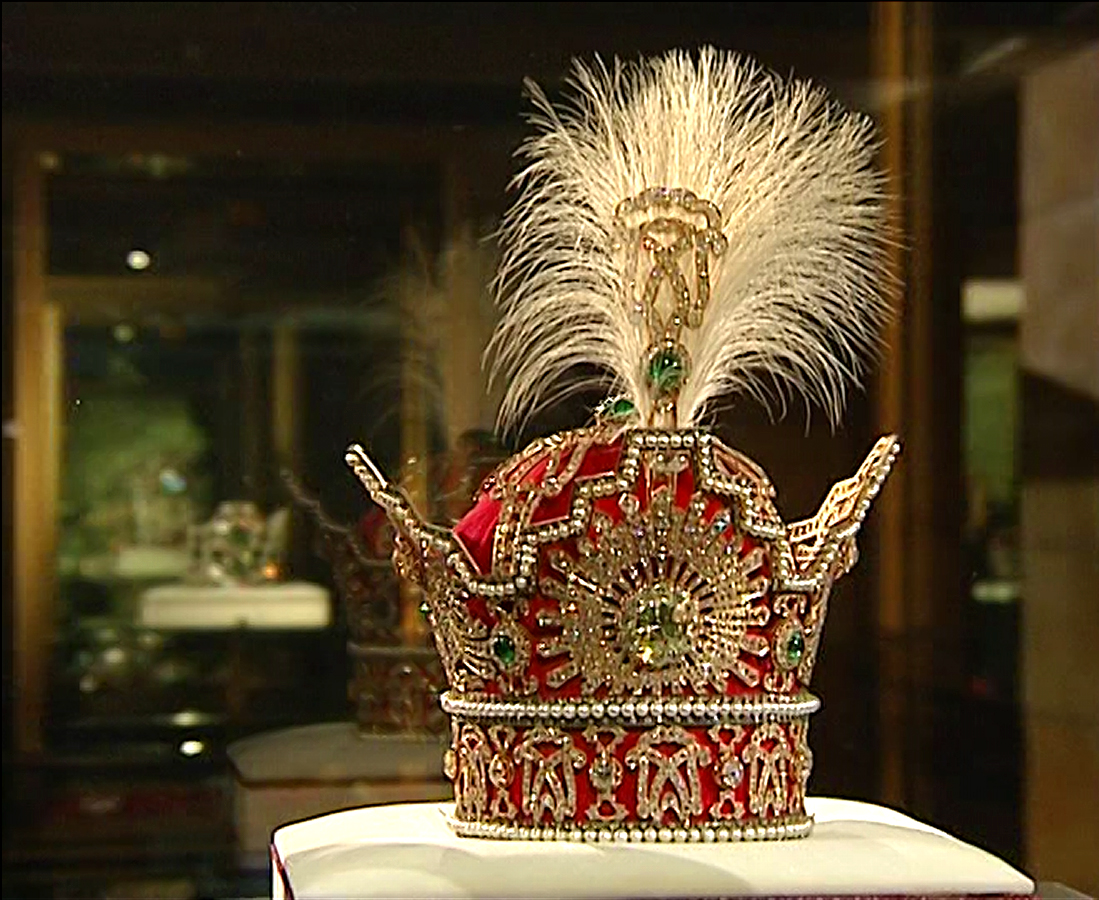
Корона Пахлаві
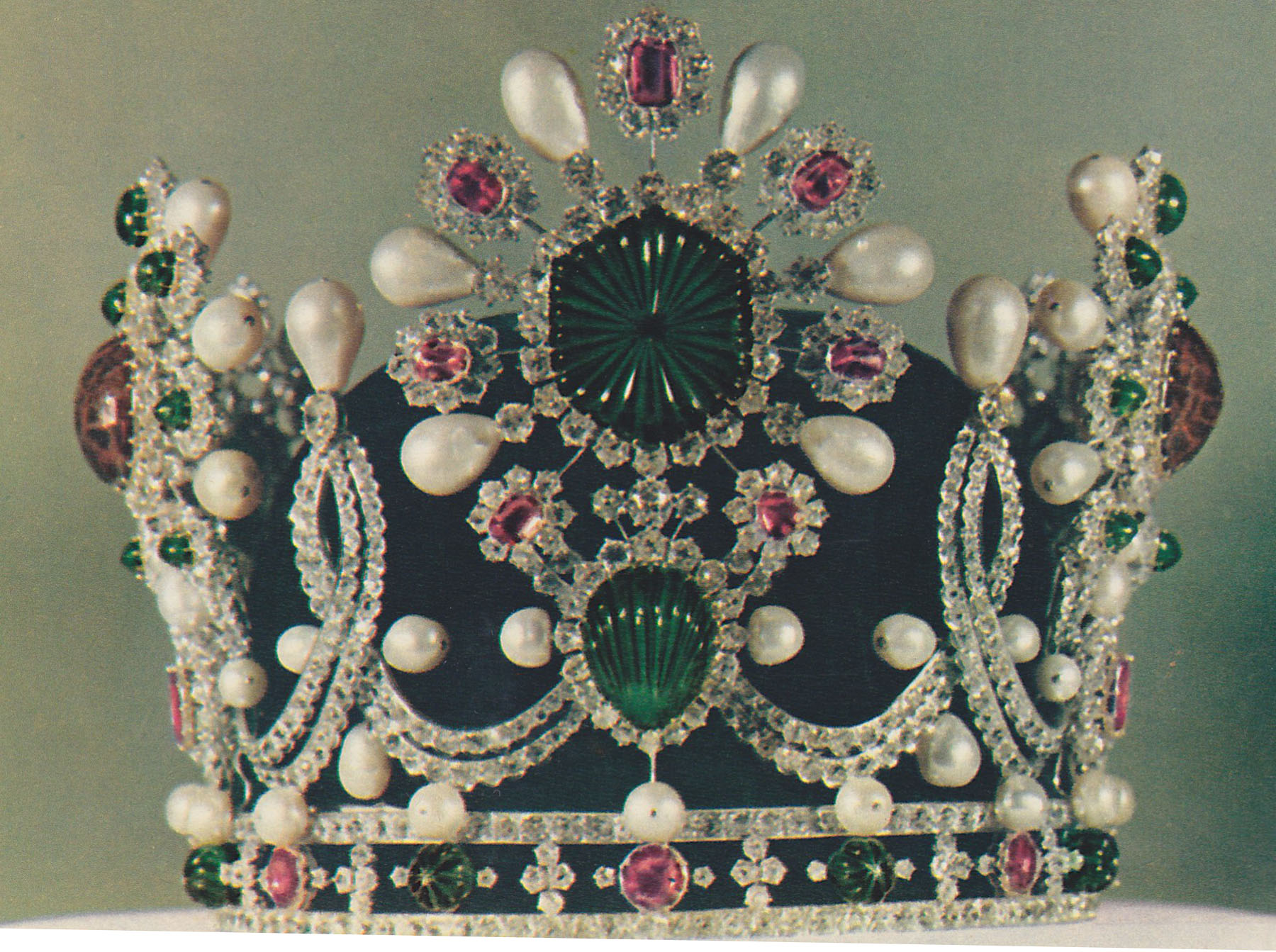
корона імператриці
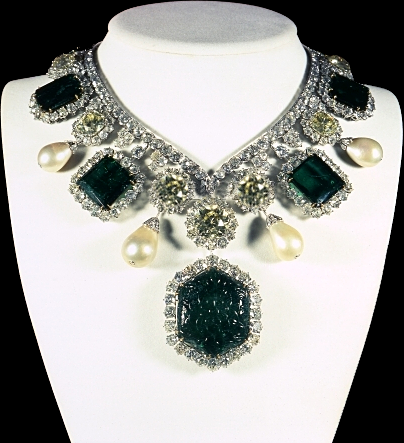
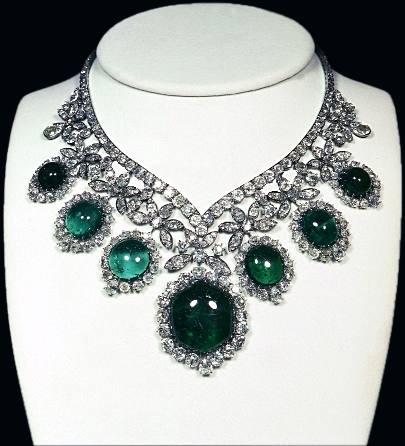
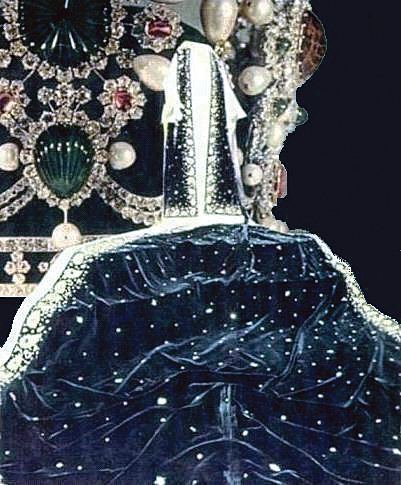
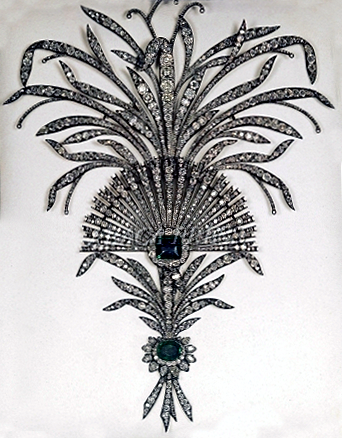
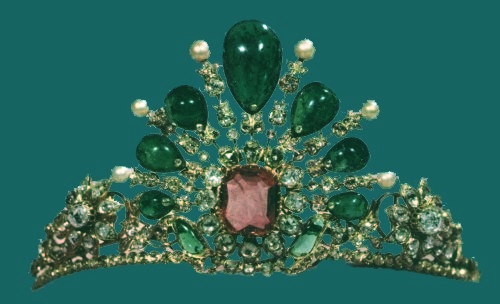
Тіара принцеси Фатіми
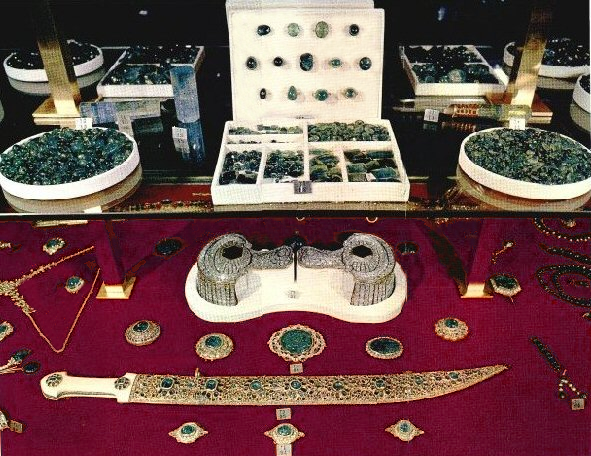
Смарагди Надір-шаха